# Anatole Taubman

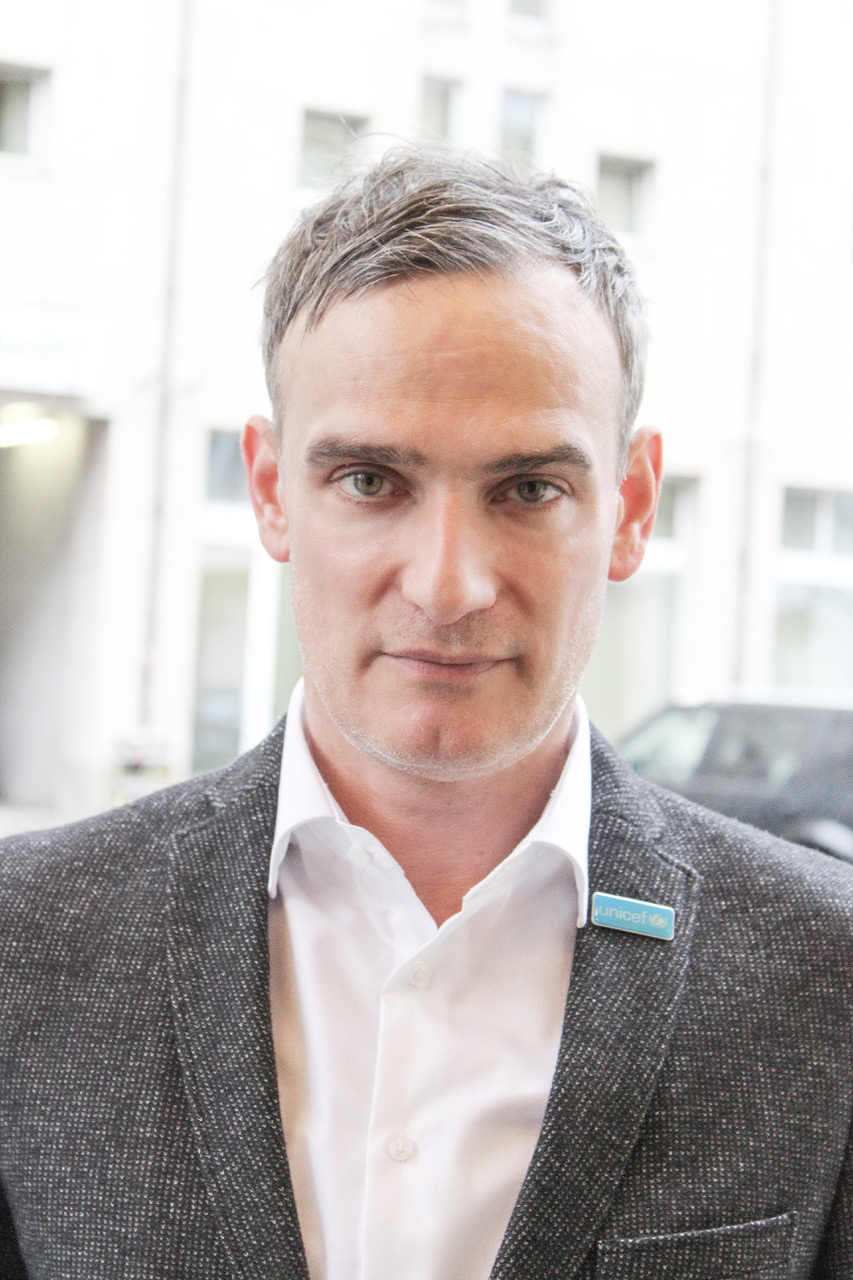
Anatole Taubman, 2019

Anatole Taubman (* 23. Dezember 1970 in Zürich) ist ein britisch-schweizerischer Schauspieler.

## Leben

### Herkunft
Taubman wurde in Zürich als Sohn jüdischer Eltern geboren. Er wuchs zunächst in London, dann in Zürich auf.
Sein Vater stammt aus Königsberg, seine Mutter ist eine geborene Wienerin. Seine Grosseltern kommen aus Russland, Polen und der Slowakei. Drei seiner Grosseltern starben im Holocaust. Taubman spricht mehrere Sprachen fliessend: Deutsch, Englisch, Französisch und Italienisch. Er synchronisierte sich bisher in einigen internationalen Filmen selbst auf Deutsch. Taubman lebt in Zürich und hat die britische und seit 2022 auch die Schweizer Staatsangehörigkeit.

### Karriere
Taubman besuchte die Primarschule in Zürich und absolvierte die Matura am Gymnasium der Stiftsschule im Kloster Einsiedeln. Unmittelbar danach ging er in die Vereinigten Staaten und studierte von 1992 bis 1994 in New York an der renommierten Schauspielschule Circle in the Square.
Er spielte bereits in mehr als 50 Kino- und Fernsehproduktionen, darunter viele Haupt- und Nebenrollen.
Eine seiner Hauptrollen war die des Simon Cavegn in dem Schweizer Kinofilm Marmorera unter der Regie von Markus Fischer. Er verkörperte darin einen Psychiater, der wegen einer geheimnisvollen jungen Frau wahnsinnig wird. Der Film wurde 2007 auf dem Filmfestival Málaga als bester Film und für die beste Kamera ausgezeichnet.
2008 spielte er in dem Hollywoodfilm 96 Hours einen albanischen Bösewicht, in der US-Fernsehserie Die Tudors einen französischen Scharfrichter, in der BBC-Serie Waking the Dead – Im Auftrag der Toten einen serbischen Kriegsverbrecher, in der BBC-Serie Spooks – Im Visier des MI5 einen venezolanischen Geheimagenten und in der ZDF-Serie Ihr Auftrag, Pater Castell einen Gerichtsmediziner.
In dem 22. James-Bond-Film James Bond 007: Ein Quantum Trost war er in den Kinos als Elvis zu sehen.
In der Verfilmung des Romans Die Päpstin übernahm er die Rolle des Erzrivalen Anastasius. 2009 verkörperte er zudem in Jan Kounens Coco Chanel & Igor Stravinsky Boy Capel, Coco Chanels erste grosse Liebe.
In der deutsch-kanadischen Fernsehproduktion Die Säulen der Erde ist Taubman als Bruder Remigius zu sehen.
Im Winter 2012 spielte er u. a. neben Heike Makatsch als „Ansgar“ in dem Fernsehfilm der Woche Sechzehneichen (ARD; Regie: Hendrik Handloegten) und im April 2013 als „Olaf Böhm“ eine Hauptrolle in dem Leipziger Tatort Schwarzer Afghane (ARD; Regie: Thomas Jahn).
Im Januar 2013 war er als „Uwe Hansen“ in der männlichen Hauptrolle neben den bekannten deutschen Schauspielerinnen Senta Berger und Nadja Uhl in dem rege diskutierten Thriller über Prostitution, den Handel mit und die Vergewaltigung von Kindern, Operation Zucker (Regie: Rainer Kaufmann, Kamera: Morton Søborg, Produktion: Gabriela Sperl), zu sehen.
Ende April 2013 wurden die Dreharbeiten in Brüssel für die neue Dreamworks-Produktion The Fifth Estate (USA) – sie zeigt die turbulenten Anfänge von WikiLeaks unter Julian Assange – beendet, in der Taubman die Rolle des leitenden Spiegel-Redakteurs «Holger Stark» spielt.
Im Herbst 2013 war er als „Falk Geisinger“ in dem ersten deutschen 3D-Horrorthriller Lost Place (Regie: Thorsten Klein, herausgegeben von Warner Bros Deutschland/NFP) in einer Hauptrolle zu sehen.
Seit Spätsommer 2014 steht er in Paris in einer Hauptrolle für die zehnteilige Fernsehserie Versailles vor der Kamera. Die mit 25 Millionen Euro teuerste französische TV-Serie ist eine Co-Produktion von Canal Plus, Capa Drama, Zodiak und Incendo.

### Privatleben
Taubman ist seit 2018 in dritter Ehe mit der Moderatorin und Germanistin Sara Taubman-Hildebrand verheiratet; das Paar hat einen gemeinsamen Sohn, Henri (* 2018). Von 2002 bis 2013 lebte er mit der deutschen Schauspielerin Claudia Michelsen zusammen, der Mutter seiner Tochter Tara (* 2004). Aus früheren Beziehungen ist er Vater von zwei weiteren Töchtern. 
Taubman ist nicht-praktizierender Jude: «Ich könnte auch katholisch oder buddhistisch sein. Ich glaube ans Schicksal, an eine höhere Macht. Aber ich bete keinen Gott an.»
Im Dezember 2018 wurde Taubman zum zweiten offiziellen Botschafter für UNICEF Schweiz und Liechtenstein ernannt.

## Filmografie (Auswahl)
- 1998: Die Männer vom K3 (Fernsehserie, Folge Liebestest)
- 1998: Drei Tage Angst (Fernsehfilm)
- 1998: Zwei allein (Fernsehserie)
- 1999: Die Braut
- 1999: Doppelter Einsatz (Fernsehserie, Folge Evas Tod)
- 2000, 2005: Wolffs Revier (Fernsehserie, verschiedene Rollen, zwei Folgen)
- 2000: Donna Leon (Fernsehreihe, Folge Venezianische Scharade)
- 2000: Mein absolutes Lieblingslied
- 2000: Monsignor Renard (Fernsehvierteiler, 4 Folgen)
- 2001: Band of Brothers – Wir waren wie Brüder (Fernsehserie, Folge Why We Fight)
- 2001: be.angeled
- 2001: Todeslust
- 2002: Die Cleveren (Fernsehserie, 2 Folgen)
- 2002: Equilibrium – Killer of Emotions
- 2002: Mask Under Mask (Planet B: Mask Under Mask)
- 2003: Die Pfefferkörner (Fernsehserie, Folge Lampenfieber)
- 2003: Luther
- 2003: Mein Name ist Bach
- 2003: Moritz (Schweizer Fernsehfilm)
- 2003: P.O.W. (Fernsehserie, 6 Folgen)
- 2003: Polizeiruf 110 – Abseitsfalle (Fernsehreihe)
- 2003: Servants (Fernsehsechsteiler, 6 Folgen)
- 2003: SOKO Leipzig (Fernsehserie, Folge Tod einer Diva)
- 2004: Foyle’s War (Fernsehserie, Folge They Fought in the Fields)
- 2004: Fremde im Paradies
- 2004: Inspektor Rolle (Fernsehserie, Folge Tod eines Models)
- 2004: Transport (Kurzfilm)
- 2005: Anjas Engel
- 2005: Hex (Fernsehserie, 3 Folgen)
- 2005: Steinschlag
- 2005: Æon Flux
- 2006: Aphrodites Nacht
- 2006: Charlotte Link – Die Täuschung (Fernsehreihe)
- 2006: Fay Grim
- 2006: Rohtenburg
- 2007: Das Duo – Liebestod
- 2007: Blood and Chocolate – Die Nacht der Werwölfe
- 2007: Marmorera – Der Fluch der Nixe (Marmorera)
- 2007: Snipers Valley – Mörderischer Frieden
- 2007: Spooks – Im Visier des MI5 (Spooks, Fernsehserie, Folge Zwischen den Fronten)
- 2007: Auf Nummer sicher?
- 2008: 96 Hours (Taken)
- 2008: Der Alte (Fernsehserie, Folge Tot und vergessen)
- 2008: Der Sturm zieht auf (Voici venir l’orage, Fernsehserie, 2 Folgen)
- 2008: Ihr Auftrag, Pater Castell (Fernsehserie, 4 Folgen)
- 2008: Im Auftrag der Toten (Waking the Dead, Fernsehserie, 2 Folgen)
- 2008: James Bond 007: Ein Quantum Trost (Quantum of Solace)
- 2008: Secret défense
- 2008: Speed Racer
- 2008: Die Tudors (The Tudors, Fernsehserie, Folge Destiny and Fortune)
- 2008: Versailles, le rêve d’un roi
- 2009: Coco Chanel & Igor Stravinsky
- 2009: Die Päpstin
- 2009: Same Same But Different
- 2010: Die Säulen der Erde (The Pillars of the Earth, Fernsehvierteiler)
- 2011: Largo Winch II – Die Burma Verschwörung (Largo Winch (Tome 2))
- 2011: Lisas Fluch
- 2011: Captain America – The First Avenger
- 2011: Resistance – England has fallen (Resistance)
- 2012: Fünf Freunde
- 2012: Sechzehneichen
- 2012: Operation Zucker
- 2013: Tatort – Schwarzer Afghane (Fernsehreihe)
- 2013: Lost Place
- 2013: Frau Ella
- 2013: Tempo Girl
- 2013: Alarm für Cobra 11 – Die Autobahnpolizei (Fernsehserie, Folge Einsame Entscheidung)
- 2013: Fünf Freunde 2
- 2014: Inspektor Jury – Der Tote im Pub (Fernsehreihe)
- 2014: Akte Grüninger
- 2014: Northmen – A Viking Saga
- 2014: Der Kreis
- 2014: Therapie für einen Vampir
- 2014: Der Kriminalist (Fernsehserie, Folge Checker Kreuzkölln)
- 2014: Tatort – Im Schmerz geboren
- 2015: Luis Trenker – Der schmale Grat der Wahrheit
- 2015: The Transporter Refueled (Le Transporteur : Héritage)
- 2015: Versailles (Fernsehserie, 10 Folgen)
- 2015: Nussknacker und Mausekönig
- 2015: Süßer September
- 2016: Mordkommission Istanbul – Im Zeichen des Taurus (Fernsehreihe, Teil 1 und 2)
- 2016: Nachtschicht – Ladies First (Fernsehreihe)
- 2017: Es war einmal in Deutschland …
- 2017: Baumschlager
- 2017–2020: Dark (Fernsehserie, 4 Folgen)
- 2018: Cecelia Ahern: Ein Moment fürs Leben (Fernsehfilm)
- 2018: Killing Eve (Fernsehserie, Folge Don't I Know You?)
- 2018: Der Bozen-Krimi – Falsches Spiel (Fernsehreihe)
- 2018: Professor T. – Maskenmord (Fernsehreihe)
- 2018: Zwingli
- 2018: Die Erscheinung (L‘apparition)
- 2019: Rate Your Date
- 2019: Brecht
- 2019: Durchschaut (Kurzfilm)
- 2019: Men in Black: International
- 2019: Traumfabrik
- 2020: Wanda, mein Wunder
- 2020: Harter Brocken: Die Fälscherin
- 2021: Charité (Fernsehserie, 6 Folgen)
- 2022: Sarah Kohr – Geister der Vergangenheit
- 2022: Die Schwarze Spinne
- 2022: Der junge Häuptling Winnetou
- 2022: Völlig meschugge?! (Fernsehsechsteiler)
- 2022: Der Goldtransport (Gulltransporten)
- 2023: Asbest (Fernsehserie, 5 Folgen)
- 2023: Early Birds
- 2023: WOW! Nachricht aus dem All
- 2024: Heavier Trip: Road to Wacken
- 2025: Rosenthal

## Auszeichnungen
- 2004: Nominierung für den Schweizer Filmpreis als Bester Nebendarsteller in Mein Name ist Bach
- 2007: glanz & gloria Award in der Kategorie Success in 2007
- 2008: Gewinner des Prix Walo in der Kategorie Bester Schauspieler